# Lionel Billas
Lionel Billas, né le 3 février 1929 à Commercy et mort le 17 juillet 1995 à Briey, est un athlète français.

## Carrière
Lionel Billas est sacré champion de France de marathon en 1952 à Colombes.
Il participe au marathon masculin aux Jeux olympiques d'été de 1952 à Helsinki mais ne finit pas la course. 